# Fogo de conselho

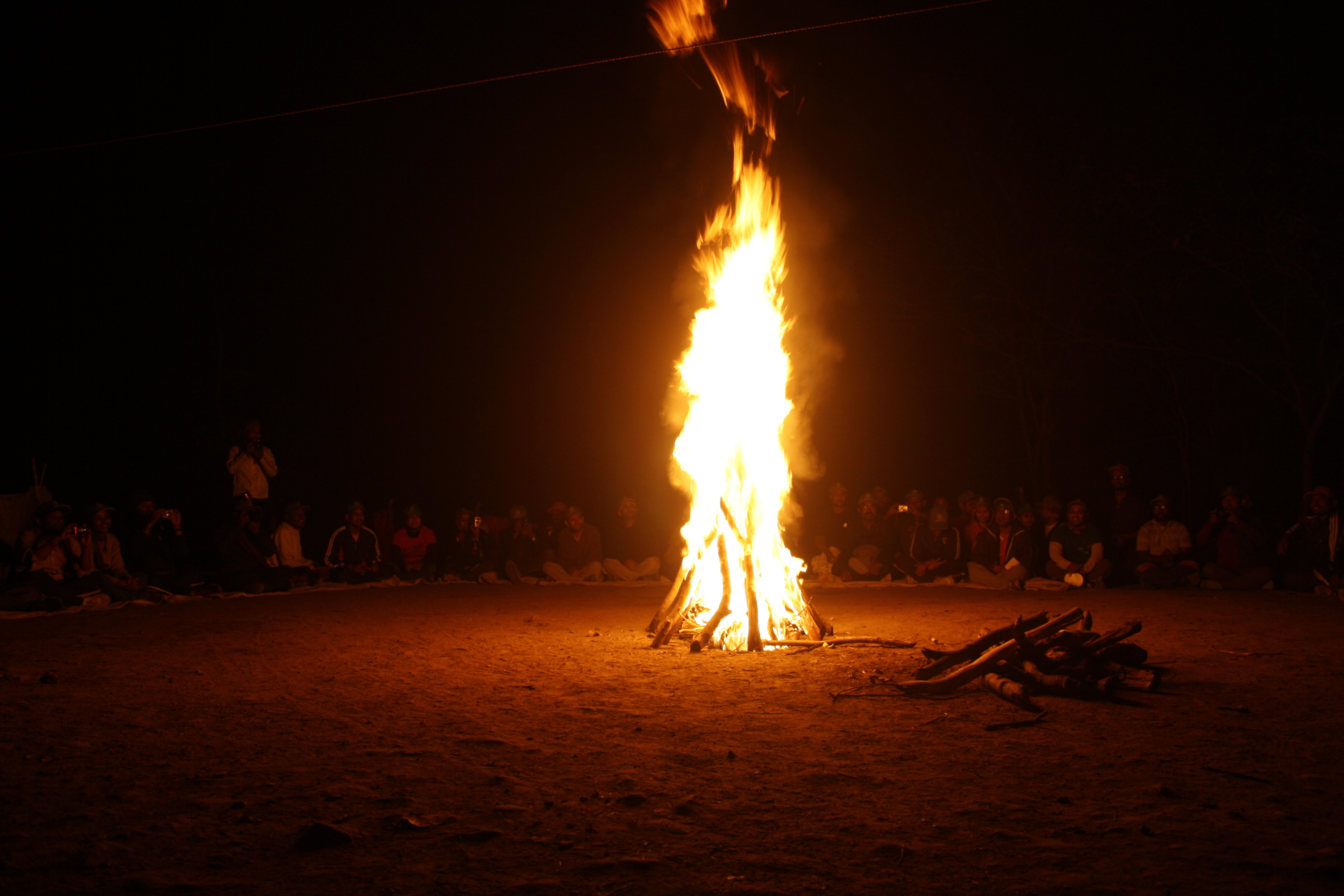
Fogo do conselho durante o Curso Básico de Escalada da Associação de Alpinistas de Krishnanagar, na Colina de Susunia, Bengala Ocidental, Índia.

Fogo de conselho, também conhecido como fogo do conselho, é um tipo de fogueira que tradicionalmente era utilizada em reuniões de comunidades rurais para se tomar conselhos, ouvir histórias e compartilhar conhecimentos. Com o passar dos anos tornou-se também uma atividade recreativa e artística realizada por movimentos de educação de adolescentes e jovens.
É uma das mais antigas tradições dentro do movimento escotista, tanto que o primeiro livro escrito para escuteiros, o Escotismo para Rapazes, já mencionava esta prática. 
Os Desbravadores também mantém entre suas tradições de acampamento a reunião ao redor do fogo do conselho, sendo um momento em que comumente se faz uma auto-reflexão espiritual.

## Origem
Durante sua vida militar Baden-Powell visitou muitos países de culturas diferentes tanto no continente africano como asiático aprendendo a cultura destes povos.
Uma tradição muito comum a estes povos é a de reunir em noites especiais toda a tribo em volta de uma grande fogueira no qual de um modo muito festivo e alegre as pessoas dançavam e cantavam assim como contavam e encenavam histórias da própria tribo, dos seus deuses, das guerras e bravuras feitas pelos guerreiros daquela tribo. No final algum ancião contava passava algum ensinamento aos mais jovens.
Assim estas noites serviam tanto como uma festa como parte da formação dos mais novos reforçando a tradição oral passada de geração para geração.
Para esta noite a vestimenta e a indumentária também era especial, normalmente os homens colocavam seus troféus (dentes de animais, escalpos, etc) em colares ou então presos numa pele de animal usada como capa ou poncho.

## Objetivo do fogo de Conselho
O Fogo de Conselho é o momento em que todos se reúnem ao redor de uma fogueira ao final do dia para se divertir através de apresentações e termina com um momento de aprendizado ou de reflexão no momento do chefe.
As atividades do fogo de conselho tem como objetivo desenvolver a criatividade, a imaginação, a facilidade de expressão, a sociabilidade, as habilidades artísticas, a autoconfiança, a espiritualidade e, principalmente, a alegria do jovem.
No clube de Desbravadores o fogo do conselho é um dos momentos mais solenes. Os desbravadores cantam, oram, ouvem testemunhos e mensagens. O fogo do conselho é momento de estudar a natureza, onde os lideres convidam as crianças e adolescentes a refletir sobre a concepção criacionista.

## Apresentações
As apresentações, também chamadas de esquetes, são curtas, dinâmicas e espontâneas. Elas se baseam em atividades físicas, mentais e sociais. Entre elas existem os jogos, os concursos e brincadeiras, peças curtas, danças, canções e músicas.
Alguns fogos de conselho, principalmente no ramo Lobinho, possuem um tema próprio, e todas as apresentações são relacionadas a esse tema. Nesse caso, os participantes podem se caracterizar, escolhendo um vestuário adequado para o tema, ou até usando uma barba falsa ou pintura de rosto.

## Manta de Fogo de conselho
Também conhecido por Manto de Fogo de Conselho é um cobertor ou poncho no qual o escuteiro coloca seus distintivos de suas conquistas e assim como as peles utilizadas pelos povos africanos servem para mostrar a todos a história daquele escoteiro. Por se tratar de uma vestimenta especial não se deve utiliza-la fora do ambiente de Fogo de Conselho.